# Sheikh Tonmoy
Sheikh Sharhan Naser Tonmoy, né le 29 juin 1987 à Dacca, au Bangladesh, est un politicien bangladais de la Ligue Awami du Bangladesh et le député sortant du district Bagerhat-2,,.

## Jeunesse
Le père de Tonmoy est Sheikh Helal Uddin, député de Bagerhat-1 et cousin du Premier ministre Sheikh Hasina. Il a terminé ses études supérieures à Londres, au Royaume-Uni. En 2015, il épouse Ifrah Tonmoy,.

## Carrière
Tonmoy a été élu au Parlement le 30 décembre 2018 à Bagerhat-2 comme candidat de la Ligue Awami du Bangladesh.